# Christopher Reeve
Christopher D'Olier Reeve (New York, 25 september 1952 – Mount Kisco, 10 oktober 2004) was een Amerikaans acteur, filmregisseur en schrijver. Hij is vooral bekend geworden door zijn vertolking in vier films van Superman.

## Biografie
Reeve werd geboren als zoon van schrijver Franklin Reeve (1928-2013) en journaliste Barbara Johnson. Hij voltooide in 1974 een opleiding aan de Cornell University, waarna hij werd uitverkoren om te studeren aan de Juilliard School of Performing Arts onder John Houseman. Tijdens zijn studie aan Juilliard raakte hij bevriend met komisch improvisatietalent en klasgenoot Robin Williams.
Reeve was toneelacteur en droeg bij aan de soapserie Love of Life, totdat hij werd gekozen om het internationale icoon Superman uit te beelden in de gelijknamige film uit 1978, geregisseerd door Richard Donner. Deze film was meteen een geweldig succes en kende drie vervolgen. Ironisch genoeg was dit nu juist het type rol dat Reeve het meest tegenstond. In zijn hart was hij een toneelacteur die het liefst klassiek toneel speelde of rollen in films die hem uitdaagden tot goed acteren. Hij zei ooit eens: "Ik wil mezelf uitdagen in mijn rollen, niet op het scherm rondrennen met een machinegeweer." ("I want to challenge myself in my roles, not run around on screen with a machine gun.")
In 1980 speelde Reeve naast actrice Jane Seymour in Somewhere in Time, een romantische film met tijdreizen als thema. Hoewel deze film aanvankelijk niet populair was, werd hij langzamerhand een cultfilm die vooral onder studenten populair werd. Seymour was zo onder de indruk van Reeve dat zij een van haar kinderen naar hem noemde. Later gaf Seymour in een interview toe dat zij en Reeve hartstochtelijk verliefd waren hadden tijdens het maken van Somewhere in time. Volgens Seymour bleven zij en Reeve goede vrienden tot zijn dood. 
In 1984 werd Reeve gelauwerd voor zijn rol in de film The Bostonians, waarin hij een 19e-eeuwse, zuidelijke advocaat speelde. In 1993 schitterde hij in de kassakraker en 8-voudige Oscar kandidaat The Remains of the Day (regie James Ivory) als de scherpe VS-senator Lewis, die in de jaren 30 op een Engels landgoed tevergeefs tracht een groep ouderwetse, Europese notabelen te overtuigen van Hitlers agressie. 
Op 27 mei 1995 viel Reeve tijdens een wedstrijd in Charlottesville (Virginia) van zijn paard en brak zijn nek. Door de hierdoor ontstane dwarslaesie raakte hij vanaf de nek verlamd en kwam hij voor de rest van zijn leven in een rolstoel terecht. Deze gebeurtenis vond plaats zes dagen na de officiële release van de film Above Suspicion, waarin Reeve een verlamde man in een rolstoel speelde. 
Na het ongeluk trok hij zich grotendeels terug uit de filmwereld en besteedde hij zijn tijd aan allerhande therapieën. Samen met zijn vrouw Dana opende hij het Christopher and Dana Reeve Paralysis Resource Center, een instelling in New Jersey waar wordt getracht verlamde mensen te leren onafhankelijker te leven.
Reeve verscheen ook in zijn rolstoel nog in (televisie)films. Zo speelde hij in 1998 de hoofdrol in een remake voor tv van de beroemde film Rear Window van Alfred Hitchcock. De film speelt in de tijd waarin hij is opgenomen en kenmerkt zich doordat er allerlei technische snufjes voor mensen die aan een rolstoel gebonden zijn in voorkomen. Dit onderscheidt de film duidelijk van het origineel. Interessant is bijvoorbeeld de manier waarop hij met spraakherkenningssoftware e-mails verstuurt.
In 2003 werd de Lasker-Bloomberg Public Service Award aan hem toegekend.
Op 25 februari 2003 verscheen Reeve in de televisieserie Smallville als dokter Swann, die de jonge Clark Kent nuttige inzichten biedt in zijn herkomst. De aflevering werd zowel door pers als publiek toegejuicht en wordt beschouwd als een passende verbinding tussen twee generaties Supermannen. Reeve verscheen nog eenmaal in dezelfde rol op 14 april 2004 in een aflevering met de titel Legacy.
In 2004 regisseerde Reeve zijn laatste filmproject, de televisiefilm The Brooke Ellison Story. Deze biografische film verhaalt over een meisje dat net als hij tetraplegisch is en is gebaseerd op haar biografie. 
Reeve overleed op 10 oktober 2004 een paar weken voor de film verscheen. Hij overleed, nadat hij de dag ervoor in coma was geraakt na een hartstilstand. In de week voorafgaand aan zijn dood was hij in behandeling voor een doorligwond en een daaropvolgende ernstige infectie. 
Op 6 maart 2006 overleed Reeves echtgenote Dana Reeve aan de gevolgen van longkanker. Ze hadden samen één zoon, Will Reeve, geboren in 1992.
Uit een eerdere relatie met Gae Exton kreeg Reeve twee kinderen: Matthew Reeve in 1979 en Alexandra Reeve in 1983.

## Filmografie
- Enemies (televisiefilm, 1974) - Officer
- Love of Life (televisieserie) - Ben Harper (1974-1976)
- Wide World Mystery (televisieserie) - Rol onbekend (afl. The Norming of Jack 243, 1975)
- Gray Lady Down (1978) - Phillips
- Superman (1978) - Kal-El / Clark Kent / Superman
- Somewhere in Time (1980) - Richard Collier
- Superman II (1980) - Kal-El / Clark Kent / Superman
- Deathtrap (1982) - Clifford Anderson
- Monsignor (1982) - Father John Flaherty
- Superman III (1983) - Kal-El / Clark Kent / Superman
- Faerie Tale Theatre (televisieserie) - Prins (afl. Sleeping Beauty, 1983)
- The Bostonians (1984) - Basil Ransome
- The Aviator (1985) - Edgar Anscombe
- Anna Karenina (televisiefilm, 1985) - Graaf Vronsky
- Saturday Night Live (televisieserie) - Presentator (afl. Christopher Reeve/Santana, 1985)
- Street Smart (1987) - Jonathan Fisher
- Superman IV: The Quest for Peace (1987) - Kal-El / Clark Kent / Superman
- Switching Channels (1988) - Blaine Bingham
- The Great Escape II: The Untold Story (televisiefilm, 1988) - Maj. John Dodge
- Earthday Birthday (1990) - It Zwibble
- The Rose and the Jackal (televisiefilm, 1990) - Allan Pinkerton
- Bump in the Night (televisiefilm, 1990) - Lawrence Muller
- Carol & Company (televisieserie) - Rex/Bob (afl. Overnight Male, 1991)
- Death Dreams (televisiefilm, 1991) - George Westfield
- Road to Avonlea (televisieserie) - Robert Rutherford (afl. A Dark and Stormy Night, 1992)
- Noises Off (1992) - Frederick Dallas/Philip Brent
- Tales from the Crypt (televisieserie) - Fred (afl. What's Cookin', 1992)
- Mortal Sins (televisiefilm, 1992) - Father Thomas Cusack
- Nightmare in the Daylight (televisiefilm, 1992) - Sean
- The Sea Wolf (televisiefilm, 1993) - Humphrey Van Weyden
- Morning Glory (televisiefilm, 1993) - Will Parker
- Frasier (televisieserie) - Leonard (afl. Space Quest, 1993, stem)
- The Remains of the Day (1993) - Jack Lewis
- The Unpleasant World of Penn & Teller (televisieserie) - Rol onbekend (afl. 1.6, 1994)
- Speechless (1994) - Bob 'Bagdad' Freed
- Village of the Damned (1995) - Dr. Alan Chaffee
- Above Suspicion (1995) - Dempsey Cain
- Black Fox (televisiefilm, 1995) - Alan Johnson
- Black Fox: The Price of Peace (televisiefilm, 1995) - Alan Johnson
- Black Fox: Good Men and Bad (televisiefilm, 1995) - Alan Johnson
- 9 (computerspel, 1996) - Thurston Last (Stem)
- Without Pity: A Film About Abilities (televisiefilm, 1996) - Verteller (Stem)
- A Step Toward Tomorrow (televisiefilm, 1996) - Denny Gabrial
- Rear Window (1998) - Jason Kemp
- The Practice (televisieserie) - Kevin Healy (afl. Burnout, 2003)
- Smallville (televisieserie) - Dr. Virgil Swann (afl. Rosetta, 2003; afl. Legacy, 2004)
- Superman II (computerspel, 2006) - Kal-El / Clark Kent / Superman

- Bibsys: 98030634
- Biblioteca Nacional de España: XX1168398
- Bibliothèque nationale de France: cb13898875v (data)
- CiNii: DA11725708
- Gemeinsame Normdatei: 119541599
- International Standard Name Identifier: 0000 0001 1033 2496
- Library of Congress Control Number: n88027389
- MusicBrainz: 236ef438-b369-49f7-a8e1-f200e10ab725
- Bibliotheek van het Japanse parlement: 00708000
- Nationale Bibliotheek van Tsjechië: jo2004244370
- Nationale Bibliotheek van Israël: 987007421649205171
- Nationale Bibliotheek van Polen: a0000001736700
- Nederlandse Thesaurus van Auteursnamen: 07084688X
- Istituto Centrale per il Catalogo Unico: RAVV089607
- SNAC: w6d802nn
- Système universitaire de documentation: 035640766
- Virtual International Authority File: 116315620
- WorldCat: E39PBJvd8jx4YmVyb4CcFDkv73